# Kazimierz Szebiotko
Kazimierz Szebiotko (ur. 14 listopada 1921 w Sokółce, zm. 19 listopada 2014) – profesor, doktor habilitowany nauk rolniczych, specjalista w dziedzinie technologia fermentacji i biosyntezy składników żywności. Rektor Akademii Rolniczej w Poznaniu w latach 1984–1987.

## Życiorys
Gimnazjum ukończył w Sokółce, a liceum w Grodnie (1939). W 1943 za niezgłoszenie się na roboty do Niemiec aresztowany i osadzony w karnym obozie pracy – pracował m.in. w Królewcu i Bartoszycach. W 1945 przybył do Poznania i podjął studia na Wydziale Rolniczo-Leśnym Uniwersytetu Poznańskiego. Ukończył je w 1949 pod kierunkiem prof. Józefa Janickiego. Doktoryzował się 1957, a habilitował w 1965 (praca Metody otrzymywania i trwałość niektórych koncentratów witaminy A w mieszankach paszowych i mineralnych).
Pierwszy dyrektor Instytutu Technologii Żywności Pochodzenia Roślinnego na Wydziale Nauk o Żywności i Żywieniu Uniwersytetu Przyrodniczego w Poznaniu. Tytuł profesora nadzwyczajnego otrzymał w 1973, a profesora zwyczajnego w 1982.
Był promotorem 187 prac magisterskich, 14 prac doktorskich i opiekunem naukowym pięciu habilitantów.
Pochowany na cmentarzu w Puszczykowie.

## Odznaczenia
- Krzyż Oficerski Orderu Odrodzenia Polski
- Krzyż Kawalerski Orderu Odrodzenia Polski,
- Złoty Krzyż Zasługi
- Order Zasłużonego Nauczyciela PRL,
- Honorowa Odznaka Komitetu ds. Radia i Telewizji,
- Złoty Hipolit (2006)[1].